# Metagonia punctata
Metagonia punctata là một loài nhện trong họ Pholcidae. Loài này được phát hiện ở México.